# Emil Gulian
Emil Gulian (n. 15 mai 1907, Giurgiu, Vlașca, România – d. decembrie 1942) a fost un poet și traducător român.
A urmat cursurile liceului „Ion Maiorescu” (actualmente Colegiul Național „Ion Maiorescu”) din orașul natal și apoi cursurile Facultății de Drept din București. Deși a obținut și licența în filosofie în anul 1933, el a optat pentru cariera de avocat.

## Biografie
Emil Gulian s-a născut la data de 15 mai 1907. Arșavir Acterian își amintește de el. Aflăm astfel că a profesat avocatura, găsind și timpul de a colabora la diferite reviste literare precum România Literară.
În anul 1934, tânărul Emil Gulian publică unicul său volum de versuri Duh de basm, marcând debutul său editorial. Institutul de arte grafice „Luceafărul” (București) va edita acest volum, ilustrat de un grafician de excepție al timpului: Mac Constantinescu. Volumul cuprinde, pe lângă câteva traduceri din lirica franceză a timpului, creații originale de factură ermetică.
Marele critic literar român George Călinescu l-a inclus pe Emil Gulian în volumul său de istorie literară românească (Istoria literaturii române de la origini până în prezent) ca poet interbelic ce reprezintă poezia ermetică. 

## Viața personală
În anul 1936, la 19 aprilie, se căsătorește cu Hortence Maria Lucia Dejoianu, despre care nu se cunosc informații. Peste patru luni, tinerii căsătoriți, petrec o vreme la Lacul Roșu, cunoscut atunci sub numele de Lacul Ghilcoș, existând o însemnare a scriitorului datată la 20 august 1936, prin care își exprimă bucuria la vestea că va fi tată: „Copilului acesta aș vrea să-i povestesc cum era pe vremea când el se concepea. Mi se pare că fiecare lucrare importantă acum, tot ce fac, tot pe care pun mâna. Mi se pare extraordinar ca eu să-i dau viață lui, că asta depinde de mine, că dacă aș vrea nu l-aș lăsa să se nască. Dar de data aceasta îl vom lăsa să se nască. Un sentiment de mare îngăduință mă învăluie, o îngăduință pentru toate, o încredere, o speranță, puțin temătoare pentru el, pentru destinul lui... și pentru mine. Îl văd conceput odată cu cartea pe care o scriu (Poe) și aici, la Ghilcoș, unde am fost atât de fericiți. Și mă gândesc mai mult la el, astăzi, după aventura rară pe care am avut-o cu banditul în excursia pe Șohardul Mare. Și încă nu sunt sigur dacă e conceput. Dacă da, atunci se va naște probabil în mai, adică în aceiași lună cu Hortance (pe stil vechi) și cu mine. Același destin? Același om slab? Sau în aprilie, deci conceput pe vremea când mă zbăteam pentru casă.” Iar copilul conceput atunci se va naște la 11 aprilie 1937. O fată, care, conform tradiției de familie, va fi botezată cu mai multe prenume - Anca Ioana Cristina Emilia Gulian. Din păcate, avea numai 5 ani când și-a pierdut tatăl. A studiat, prin grija mamei sale, și a devenit profesoară. Se va căsători cu un arhitect, Achimescu, și va avea trei copii, doi băieți și o fată - Emil (n. 1968), Stejărel și Gabriela. Se stinge din viață la data de 23 decembrie 2010.
În anul 1938, împreună cu soția sa, Ortansa (sau Hortanse) Gulian, Emil Gulian a devenit primul traducător din limba engleză a  poeziilor poetului Edgar Allan Poe. Este mai puțin cunoscut faptul că poetul era un foarte bun traducător din literatura franceză, din care a tradus scrierile lui Paul Claudel, Valery Larbaud, Georges Duhamel și François Mauriac.

Emil și Hortanse Gulian

Printre prietenii celebri ai lui Gulian s-au numărat cei din cercul exclusivist al lui Mircea Eliade, Mihail Sebastian, Eugen Lovinescu și Eugen Ionescu. Atunci când Mircea Eliade a trădat prietenia cu fostul său apropiat, Mihail Sebastian (scriitor de origine evreiască), prin apropierea sa treptată de Mișcarea Legionară, Gulian a refuzat să renunțe la prietenie în favoarea politicii de ultimă oră și a rămas, neînfricat, prieten al lui Sebastian în toate locurile publice unde alții își ascundeau fețele. Este unul din personajele secundare ale Jurnalului lui Sebastian. A publicat câteva articole de critică și teorie literară în cea mai prestigioasă revistă culturală interbelică, Revista Fundațiilor Regale. Ca rezultat, Gulian a devenit unul dintre corespondenții de război trimiși în linia întâi, și a fost capturat ca prizonier de război. În decembrie 1942, pe drumurile înzăpezite și reci către Siberia, Gulian s-a oprit împreună cu ceilalți prizonieri să doarmă într-un grajd și, înghețat, nu s-a mai trezit niciodată. Avea vârsta de 35 de ani.
Emil Gulian rămâne în istoriile literare ce descriu perioada dintre cele două războaie mondiale (Eugen Lovinescu, George Călinescu, Ovid S. Crohmălniceanu) printre poeții vădit influențați de versurile lui Stephane Mallarmé sau Ion Barbu.
"Am trecut din nou pe la poarta sărutului, Te iubesc, Te iubesc" a scris poetul în una din cele mai memorabile poezii ale sale.

## Omagiu
Școala nr. 5 din Giurgiu a fost numită Emil Gulian în onoarea poetului. Festivitatea de acordare a numelui EMIL GULIAN a avut loc în ziua de 23 martie 1996. Eu participat, alături de elevii și cadrele didactice ale școlii, autorități locale și județene, dar, mai ales, fiica acestuia - profesoara Anca Ioana Cristina Achimescu-Gulian. 
În municipiul Giurgiu, pe Str. Victoriei nr. 13, se găsește Casa Emil Gulian, construită în anul 1898, inclusă pe lista monumentelor istorice.

## Citate
Dospește la căldură, putred îi curge'n vine
Vițiul vechiu, care-și poartă în trupul strâmb solia.
Gânduri fără de margini, rotește'n cap mumia.
Clatină ochii globuri și pleoape grele ține
Deschise, ca să vadă cu rânjet slab și hâd,
Din pat aprins, afară în larg apus de soare,
Cum nori negri și vineți în sânge se-înfășoară,
Pumnale roși din soare se'mplântă-adânc și râd.
Îl birue tristețea la cruda sănătate...
Din ficus cu crengi frânte ca hârcile sluțite,
Cad frunze tari, amare când muști și otrăvite,
Cu sunete oprite de pergament, cerate.
Și în amurgul vânăt și roșu'n care mor
Spaimele încercării din urmă, în tăcere,
Când demoni mici, domestici, țâșnesc de prin unghere,
Un cap cu limba moale atârnă pe covor.
(Declin)
Pentru ea, cea rară, pentru vremea dispărută,
Pentru ea, împrăștiată în a fumului volută,
(primele două versuri din Veghe preliminară)